# Président de la république arabe d'Égypte
Le président de la république arabe d'Égypte (en arabe : رئيس جمهورية مصر العربية) est le chef d'État et du pouvoir exécutif de l'Égypte. En sa qualité de président, il est également le commandant suprême des forces armées du pays.
Selon la Constitution de 2014, il est élu au suffrage universel direct pour un mandat de six ans, renouvelable une fois de manière consécutive. Avant la révision constitutionnelle de 2019, le président était élu pour un mandat de quatre ans.
La fonction est instaurée le 18 juin 1953 à la suite du renversement de la monarchie et l'établissement de la République. Son premier titulaire est Mohammed Naguib sous le nom de « Président de la république d'Égypte ».
Son actuel titulaire est Abdel Fattah al-Sissi depuis le 8 juin 2014. Il est élu le 24 mai 2014, à la suite de son coup d'État en 2013 qui renverse le président Mohamed Morsi.

## Histoire

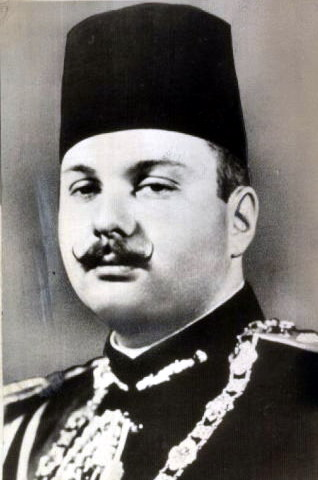
Le roi Farouk en 1948.

En 1919, un an après la fin de la Première Guerre mondiale et alors que l’Égypte est sous mandat britannique, les Égyptiens se révoltent contre le Royaume-Uni. Cela provoque l'indépendance de l’Égypte en 1923 mais les troupes britanniques restent en place.
Le 6 mai 1936, le roi Farouk succède à son père Fouad Ier mais continue à accepter la présence britannique. C'est ainsi que les attentats et les actions terroristes se multiplient dans le pays dans le but d'évacuer les forces d’occupation .
Au fil du temps, un mouvement contestataire se met en place à partir de début 1952. C'est ainsi qu'une faction de l'armée égyptienne, n'acceptant pas cela, décide de mettre fin au règne de Farouk. C'est ainsi que le 21 juillet 1952, le roi est renversé par l'armée et remplacé par son jeune fils de six mois, Fouad II. Le gouvernement est limogé et le général Mohammed Naguib, chef des officiers libres qui ont organisé le coup d'État, est désigné dans un premier temps Premier ministre puis président de la République le 18 juin 1953 après l'abolition de la monarchie.
Le 23 juin 1956 a lieu la première élection présidentielle. Dès la première élection, Nasser est l'unique candidat à la présidentielle. À sa mort, ses successeurs Sadate et Moubarak font de même jusqu'en 2005.
En 2005, la première élection présidentielle pluraliste a eu lieu.
Le 17 juin 2012, après la révolution de 2011 qui voit la démission de Moubarak, Mohamed Morsi remporte la première élection présidentielle libre de l'histoire de l'Égypte.

## Élection
Le président de la république arabe d'Égypte est élu au scrutin uninominal majoritaire à deux tours pour un mandat de six ans, renouvelable une seule fois de manière consécutive. Si aucun candidat ne recueille la majorité absolue des suffrages exprimés au premier tour, un second est convoqué entre les deux candidats arrivés en tête au premier. Celui des deux recueillant le plus de suffrages l'emporte.
L'élection doit être organisée au moins 120 jours avant la fin du mandat du président sortant.

### Conditions de candidature
Les candidats à la présidence doivent être âgés d'au moins quarante ans au jour du dépôt de leur candidature, posséder la nationalité égyptienne et être nés de parents eux-mêmes égyptiens. Ni les candidats, ni leurs conjoints, ni leurs parents ne doivent posséder ou avoir possédé d'autre nationalité. Ils doivent également être en pleine possession de leurs droits civiques et avoir effectué leur service militaire ou en avoir été exemptés dans les conditions définies par la loi.
Les candidatures à la présidence ne sont valides qu'avec les signatures de soutien d'au moins vingt membres de la Chambre des représentants, ou d'un minimum de 25 000 inscrits sur les listes électorales, à raison d'au moins 1 000 signatures dans au moins 15 des 27 Gouvernorats. Dans les deux cas, une même personne ne peut soutenir qu'un seul candidat à la fois.
S'il est membre d'un parti politique, le candidat élu doit le quitter avant sa prestation de serment, la constitution imposant au président de la république de ne pas avoir d'affiliation partisane.

### Historique
De l'instauration de la république en 1953 à la réforme constitutionnelle de 2005, le président était dans un premier temps élu au suffrage indirect par au moins deux tiers des membres de l'Assemblée du peuple pour un mandat de six ans, renouvelable indéfiniment. Ensuite, les électeurs étaient appelés à valider cette désignation lors d'un référendum. En 1971, le mandat passe à cinq ans, renouvelable une fois, avant de revenir en 1980 à six ans, sans limite du nombre de mandats
À partir de 2005, le président est élu au suffrage universel direct. Après le référendum constitutionnel de 2011, le mandat passe à quatre ans, renouvelable une fois consécutivement, avant de revenir à six ans en 2019, du fait du référendum constitutionnel approuvé cette année-là.

## Mandat

### Serment
Selon la Constitution de 2014, le président élu prête serment devant la Chambre des députés en prononçant la phrase suivante : 
« Je jure, au nom d'Allah le Tout‐Puissant de préserver loyalement le régime républicain, de respecter la Constitution et la loi, de veiller pleinement aux intérêts du peuple et de sauvegarder l'indépendance de la patrie et l'intégrité de son territoire. »

### Succession
Sous la constitution de 2014, le président de la Chambre des représentants assure l'intérim, ou si celui-ci est dans l'incapacité de devenir président, le président de la Cour constitutionnelle suprême.
Auparavant, sous la Constitution de 2012, en cas de vacance du poste de président, le président de la Chambre des représentants assurait l'intérim. Si celui-ci était dans l'incapacité d'assurer l'intérim, la charge revenait dans l'ordre de succession respectivement au président du Conseil consultatif puis au président de la Cour constitutionnelle suprême si aucun des deux cités plus haut ne pouvait devenir président.

## Fonctions et pouvoirs
Le président est le chef d'État et le chef de l’exécutif mais aussi le chef suprême des forces armées.

## Étendard

Ancien étendard du président de la république arabe d'Égypte (1972-1984).
Étendard présidentiel actuel (depuis 1984)

## Liste des titulaires
| N° | Portrait | Nom (Naissance-Mort)                | Élection                 | Mandat            | Mandat            | Mandat                      | Gouvernement                                                                                 | Parti politique | Parti politique             | Autres fonctions occupées pendant le mandat    | Notes, faits marquants |
| N° | Portrait | Nom (Naissance-Mort)                | Élection                 | Début             | Fin               | Durée                       | Gouvernement                                                                                 | Parti politique | Parti politique             | Autres fonctions occupées pendant le mandat    | Notes, faits marquants |
| -- | -------- | ----------------------------------- | ------------------------ | ----------------- | ----------------- | --------------------------- | -------------------------------------------------------------------------------------------- | --------------- | --------------------------- | ---------------------------------------------- | --- |
| 1  |          | Mohammed Naguib (1901–1984)         | coup d'État              | 18 juin 1953      | 14 novembre 1954  | 1 an, 4 mois et 27 jours    | Naguib I ; Nasser I ; Naguib II ; Nasser II                                                  |                 | Indépendant                 | Premier ministre                               | Premier président après le renversement de la monarchie. Démissionne en 1954 sous la pression de l'armée. |
| 2  |          | Gamal Abdel Nasser (1918-1970)      | 1956 1965                | 14 novembre 1954  | 28 septembre 1970 | 15 ans, 10 mois et 14 jours | Nasser II ; Sabri ; Mohieddin ; Sulayman ; Nasser III                                        |                 | Union socialiste arabe      | Premier ministre                               | Le colonel Nasser renverse le général Naguib le 14 novembre 1954 et le remplace à la tête de l'État en qualité de président du Conseil de commandement révolutionnaire jusqu'au 23 juin 1956 où il devient président de la République. Élu président en 1956, date de l'adoption de la constitution. Nationalise le canal de Suez en 1956, provoquant une crise internationale. Créé la République arabe unie (1958) avec la Syrie et participe à la guerre des six jours en 1967, qu'il perdra. Meurt subitement en 1970. |
| 3  |          | Anouar el-Sadate (1918–1981)        | 1970 1976                | 28 septembre 1970 | 6 octobre 1981    | 11 ans et 8 jours           | Fawzi ; Sedki ; Sadate I ; Hejazi ; Salem ; Khalil ; Sadate II                               |                 | Parti national démocratique | Premier ministre                               | Succède à Nasser en 1970. Fait adopter une nouvelle constitution en 1971. Participe à la guerre du Kippour en 1973 puis signe un accord de paix avec Israël (camp David). Assassiné par un soldat islamiste en 1981. |
| —  |          | Soufi Abou Taleb (1925–2008)        | intérim                  | 6 octobre 1981    | 14 octobre 1981   | 8 jours                     | Moubarak                                                                                     |                 | Parti national démocratique | Président de l'Assemblée du Peuple             | Succède à Sadate en 1981 en tant que président par intérim. |
| 4  |          | Hosni Moubarak (1928-2020)          | 1981 1987 1993 1999 2005 | 14 octobre 1981   | 11 février 2011   | 29 ans, 3 mois et 28 jours  | Moubarak ; Mohieddin ; Ali ; Mahmoud ; Sedki ; al-Ganzouri I ; Ebeid ; Nazif ; Chafik I ; II |                 | Parti national démocratique | Premier ministre                               | Succède à Sadate en 1981. Réélu en 1987, 1993, 1999 et 2005. Démissionne en 2011 quelques mois avant la fin de son mandat pendant la révolution égyptienne de 2011. |
| —  |          | Mohamed Hussein Tantawi (1935-2021) | -                        | 11 février 2011   | 30 juin 2012      | 1 an, 4 mois et 19 jours    | Chafik I ; II ; Charaf I ; II ; al-Ganzouri II                                               |                 | Militaire                   | —                                              | Création du Conseil suprême des forces armées, organe transitoire chargé d'assumer les pouvoirs du chef de l'État. Il est présidé par Mohamed Hussein Tantawi jusqu'au 30 juin 2012. |
| 5  |          | Mohamed Morsi (1951-2019)           | 2012                     | 30 juin 2012      | 3 juillet 2013    | 1 an et 3 jours             | Qandil I ; II                                                                                |                 | Parti Liberté et Justice    | —                                              | Élu en 2012. Premier président démocratiquement élu et issu des Frères musulmans. Fait adopter par référendum une nouvelle constitution controversée fin 2012. Destitué par un coup d'état le 3 juillet 2013, après un mouvement de protestation de grande ampleur organisé à l'occasion du premier anniversaire de sa prise de fonction. |
| —  |          | Adli Mansour (né en 1945)           | coup d'État              | 4 juillet 2013    | 8 juin 2014       | 11 mois et 4 jours          | el-Beblawi ; Mahlab I                                                                        |                 | Indépendant                 | Président de la Cour constitutionnelle suprême | Président de la Cour constitutionnelle suprême, il est désigné par l'armée le 3 juillet 2013 pour succéder à Mohamed Morsi, renversé par l'armée. Prête serment le lendemain. Propose un référendum pour remplacer la constitution adoptée sous son prédécesseur en janvier 2014, constitution finalement adoptée. |
| 6  |          | Abdel Fattah al-Sissi (né en 1954)  | 2014                     | 8 juin 2014       | 2 juin 2018       | 11 ans, 2 mois et 4 jours   | Mahlab I ; II ; Ismaïl ; Madbouli                                                            |                 | Indépendant                 | —                                              | Ministre de la Défense de Mohamed Morsi depuis le 12 août 2012, il renverse ce dernier lors d'un coup d'État et est considéré comme le dirigeant de fait de l'Égypte durant la présidence de Mansour. Il remporte l'élection présidentielle de mai 2014 face à Hamdine Sabahi. Réélu en 2018, et 2023. |
| 6  | 2018     | Abdel Fattah al-Sissi (né en 1954)  | 2 juin 2018              | 2 avril 2024      |                   | 11 ans, 2 mois et 4 jours   | Mahlab I ; II ; Ismaïl ; Madbouli                                                            |                 | Indépendant                 | —                                              | Ministre de la Défense de Mohamed Morsi depuis le 12 août 2012, il renverse ce dernier lors d'un coup d'État et est considéré comme le dirigeant de fait de l'Égypte durant la présidence de Mansour. Il remporte l'élection présidentielle de mai 2014 face à Hamdine Sabahi. Réélu en 2018, et 2023. |
| 6  | 2023     | Abdel Fattah al-Sissi (né en 1954)  | 2 avril 2024             | En fonction       |                   | 11 ans, 2 mois et 4 jours   | Mahlab I ; II ; Ismaïl ; Madbouli                                                            |                 | Indépendant                 | —                                              | Ministre de la Défense de Mohamed Morsi depuis le 12 août 2012, il renverse ce dernier lors d'un coup d'État et est considéré comme le dirigeant de fait de l'Égypte durant la présidence de Mansour. Il remporte l'élection présidentielle de mai 2014 face à Hamdine Sabahi. Réélu en 2018, et 2023. |

### Observations générales
Longévité :
- Mandat le plus long : Hosni Moubarak (29 ans, 3 mois et 28 jours).
- Mandat le plus court : Mohamed Morsi (1 an et 3 jours).
- Nombre de mandats : Hosni Moubarak (5).
- Chef de l'État le plus jeune à son entrée en fonction : Gamal Abdel Nasser (à 38 ans).
- Chef de l'État le plus âgé à son entrée en fonction : Mohamed Morsi (à 60 ans).

Décès en cours de mandat :
- Gamal Abdel Nasser, mort le 28 septembre 1970.
- Anouar el-Sadate, mort le 6 octobre 1981.

Anciens chefs d'État encore en vie :
- Adli Mansour.

Classement par durée de mandat
| Rang | Nom                   | En jours     | En années                   | N° | Dates     | Commentaire                            |
| ---- | --------------------- | ------------ | --------------------------- | -- | --------- | -------------------------------------- |
| 1    | Hosni Moubarak        | 10 712 jours | 29 ans, 3 mois et 28 jours  | 4  | 1981-2011 | Démissionne.                           |
| 2    | Gamal Abdel Nasser    | 5 797 jours  | 15 ans, 10 mois et 14 jours | 2  | 1954-1970 | Meurt en fonction (causes naturelles). |
| 3    | Abdel Fattah al-Sissi | 4 083 jours  | 11 ans, 2 mois et 4 jours   | 6  | 2014-...  | Mandat en cours.                       |
| 4    | Anouar el-Sadate      | 4 026 jours  | 11 ans et 8 jours           | 3  | 1970-1981 | Meurt en fonction (assassinat).        |
| 5    | Mohammed Naguib       | 514 jours    | 1 an, 4 mois et 27 jours    | 1  | 1953-1954 | Démissionne.                           |
| 6    | Mohamed Morsi         | 368 jours    | 1 an et 3 jours             | 5  | 2012-2013 | Renversé par un coup d'État.           |